# 在外公館警備対策官
在外公館警備対策官（ざいがいこうかんけいびたいさくかん）は、日本の在外公館に勤務し、主として在外公館の警備に関する事務に従事する外交官の官職のこと。所管は外務省大臣官房警備対策室。

## 概要
在外公館警備対策官に任用されるのは主に自衛官、警察官、海上保安官、入国警備官、公安調査官で、本来の所属官公庁から外務省へ出向して任命される。階級がそれぞれ概ね1尉（自衛官）、警部（警察官）、警備士または警備士補（入国警備官）級の者が外務事務官に併任される形を採っている。
任務は名称通り在外公館の警備対策であるが、実際の警備は現地の民間警備会社（警備員）に委託し警備対策官は警備企画の立案を行っている。
警備対策官は、通常、職階に応じて「在外公館警備対策官」という外務職員が公に用いる名称の他に、「二等書記官」「三等理事官」「副領事」等の公の名称を併せて用いる。
自衛官、警察官、入国警備官、海上保安官からの出向者は世界各地に赴任する。公安調査庁からの出向者は近年、中東に赴任することが多くなっている。海上保安庁からの出向者は北京や上海、ウラジオストク、ソウル、釜山等の日本近隣諸国の在外公館で海上関係の情報収集を担当していることが多い。
従来、警備対策官は防衛省あるいは警察庁、海上保安庁としての身分を一旦離れて、外務事務官として赴任していたため、制服・階級章の着用が認められていなかったが、2000年ごろから出向元の身分を併有したまま警備対策官に任じられるように運用が改まり、制服等の着用が認められることとなった。しかし武器の装備は認められず、派遣人員も2〜3名程度である。
アメリカ合衆国では武装した海兵隊隊員を在外公館に派遣しており、日本でも戦前は海軍陸戦隊や外務省に属する警察官（領事館警察）を在外公館に派遣して、自らの手で警備に当たっていたことを勘案すると、在外公館警備対策官制度は"違ったニュアンス"を含んでいる事がわかる。